# Victor Mazurov
Victor Danilovich Mazurov (em russo:  Виктор Данилович Мазуров; 31 de janeiro de 1943) é um matemático russo, conhecido por seu trabalho sobre teoria dos grupos. É membro correspondente da Academia de Ciências da Rússia.
Filho de Daniil Petrovich e Evstolia Ivanovna. Estudou matemática na Universidade Estatal dos Urais. Obteve um doutorado em 1967 no Instituto Sobolev de Matemática, orientado por Victor Busarkin e Albert Starostin.
Mazurov obteve diversos resultados que contribuiram para a prova da classificação dos grupos simples finitos, também conhecida como o Teorema Enorme e considerada uma das grandes realizaÇões em matemática do século XX.